# Sandelia
Sandelia – rodzaj słodkowodnych ryb z rodziny błędnikowatych (Anabantidae).

## Zasięg występowania
Afryka Południowa.

## Klasyfikacja
Gatunki zaliczane do tego rodzaju:
- Sandelia bainsii
- Sandelia capensis – sandelia przylądkowa[3]

Gatunkiem typowym jest S. bainsii.